# Comté de Bruxelles
Pour les articles homonymes, voir Bruxelles.
IXe siècle – 1183
Entités précédentes :
- Pagus de Brabant

Entités suivantes :
- Duché de Brabant

Le Comté de Bruxelles, également appelé Comté de Uccle ou Comté de Uccle-Bruxelles, était un comté du Pagus de Brabant. Le Pagus de Brabant est mentionné pour la première fois dans le Traité de Meerssen (870) dans lequel il est mentionné que le Pagus est divisé en 4 comtés.
Le comté de Bruxelles se situe environ entre la Senne et la Dyle. Vers l'an mil, il est uni au comté de Louvain probablement à la suite du mariage de Gerberge de Basse-Lotharingie et Lambert I de Louvain.
Longtemps, on a considéré que le territoire à l'ouest du Brabant entre la Dendre et la Senne appartenait au comté de Bruxelles. Il semble actuellement que cette zone était prêtée par le Saint-Empire romain germanique comme landgraviat de Brabant en 1085. 
Le landgraviat de Brabant fut fusionné avec le comté de Bruxelles et de Louvain et érigé en duché en 1183-1184.

## Source
- (nl) Cet article est partiellement ou en totalité issu de l’article de Wikipédia en néerlandais intitulé « Graafschap Brussel » (voir la liste des auteurs).